# Уст-Кут
Уст-Кут (рус. Усть-Кут) град је у Русији у Иркутској области.

## Становништво
| 1959.  | 1970.  | 1979.  | 1989.  | 2002.  | 2010.  |
| ------ | ------ | ------ | ------ | ------ | ------ |
| 21.343 | 33.197 | 49.647 | 61.165 | 49.951 | 45.375 |